# غادة غصن
غادة غصن (20 أبريل 1963 -) هي مدرّبة يوجا لبنانية، ومقدّمة برنامج «يوغا» على قناة الجديد.

## حياتها ونشأتها
ولدت غادة غصن سنة 1963، بمدينة بيروت في لبنان، ألتحقت بالمدارس البروتستانتية المسيحية في بيروت، وتلقيت التعليم الثانوي في المدرسة الكبرى الفرنسية اللبنانية، حصلت على شهادة في الفنون الجميلة من الأكاديمية اللبنانية للفنون الجميلة في بيروت.

## مسيرتها
يعود أول درس لليوجا عندما كانت غادة برفقة والداتها سنة 1970، وكانت عمرها سبع سنوات، راحت تفعل ذلك وتدرب نفسها منذ الصغر، ووجدت فيها تجربة الأناقة الجسدية والوضوح العقلي، ومنذ ذلك الوقت أصبحت اليوجا بالنسبة إلي غادة جزءًا من حياتها، بدأت تعطي دروس اليوجا سنة 1995 مع مساهمين من مختلف الآفاق.
عاشت فترة التسعينات من القرن العشرين مدينة باريس حيث تلقيت التدري لأتتمكن من تجربة معلمين من مجموعة متنوعة من أساليب اليوغا في مدارس مختلفة وانتهى الأمر في (تدريب المعلمين لأندريه فان ليسبيث)، أمضيت بها أربع سنوات، لتحصل علي دبلوم معلم اليوجا.
تلقيت تعليم اليوجا في مدارس اليوغا المختلفة في جميع أنحاء العالم عدة مرات، منها باريس والهند بشكل متكرر.

### مقدمة برامج
قامت بالتعاون مع تلفزيون قناة الجديد اللبناني سنة 2002، في تقديم أكثر من مائة حلقة مدتها خمسة وعشرون دقيقة لمدة تزيد عن ثلاث سنوات ببرنامج (حياة اليوجا).
انتقلت بعد ذلك في تقديم برامج اليوجا علي تلفزيون المستقبل، علي شكل حلقات يومية ببرنامج (صحة يوجا) وكانن مدة الحلقة خمسة وعشرون دقيقة، بالإضافة إلي عرض يوجا خلال قسم الصحة في برنامج عطلة نهاية الأسبوع.
قامت بالتعاون مع شركة طيران الشرق الأوسط سنة 2006، بتطوير برنامج لمدة خمسة عشر دقيقة من تمارين اليوجا الأساسية للمسافرين على جميع الرحلات الجوية القصيرة والطويلة.
قامت بتأليف العديد من الاسطوانات المدمجة لتعلم فن اليوجا باللغة العربية والإنجليزية.